# Ана Карић
Ана Карић (Перушић, 1941 — Загреб, 2014) била је хрватска филмска, позоришна и телевизијска глумица.

## Биографија
Рођена је 13. маја 1941. године у Перушићу. У Загребу је средњу школу и Академију драмске уметности. Дипломирала је 1963. године.
Прву улогу добила је и пре него што је дипломирала, 1961. године, у филмовима „Пустолов пред вратима“ и „Царево ново одело“. Првенствено је била телевизијска глумица, али је играла и у бројним филмовима и позоришним представама. Глумила је у великом броју значајних филмова Хрватске продукције у режији хрватски режисери Антеа Бабаја, Николе Танхофера, Звонимира Берковића и Крсте Папића.
Играла је улоге раскошних народних лепотица и ликове отмених сензуалних жена. Добитник је награде за глумачко остварење у радио-драми за период 2004/05 године. За велики допринос српском филму, 2010. године добила је награду „Фабијан Шоваговић“. Неке од најпознатијих улога одиграла је у филмовима „Путовање на место несреће“, „Кућа“, „Живи били па видели“, „Тајна Николе Тесле“ и „Инфекција“.
У свом радном веку одиграла 49 филмских и 12 телевизијских улога.
Умрла је 9. октобра 2014. године у Загребу, на исти дан као и њен колега Борис Бузанчић, са којим је била заједно наступала у преко 500 позоришних представа, филмовима и ТВ-драмама. Сахрањена је загребачком Крематоријуму.

## Породица
Родитељи су јој живели у Ријеци. Рођена је у Лици, у Перушићу родном граду њене мајке. Отац јој је био рестауратор Музеја за уметност и продају уметничких дела.
Детињство је провела са шест година млађом сестром Весном која је касније постала стоматолог.
Била је јако везана за мајку. Мајку је сматрала својим ослонцем и најјачом женом у породици. Помагала јој је у васпитавању и чувању деце. Била је удата за адвоката Ивана Тура и са њим је добила два сина, Тому и Петра. Са својим супругом забављала се од шеснаесте године. Удала се са 20 година и провела са њим цео живот. Смрт супруга поднела је тешко. Утеху је пронашла у хобију и таленту, да боји платно и ручно је шила торбе, за који није ни знала да постоји.
У 68. години живота постала је бака. Добила је унуку од млађег сина Петра.

## Каријера
Након завршене академије три сезоне била је ангажована у позоришту „Комедије“. Након три године напустила је позориште и радила као слободни уметник.
Добијала је разне врсте улога. Глумила је раскошне народне љепотице и отмене сензуалне жена. Нису јој биле стране ни улоге лакомислених чиновница, привлачних туристкиња, разочараних интелектуалки, градских жена и сељанки.
Играла је у позоришним представама на најзначајнијим фестивалима у Европи и свету. Запажену каријеру остварила је и на филму.
За други филм који је снимила, „Пустолов пред вратима“ добила је награду критике у Пули. На филмском фестивалу у Бледу донила је награду за најбољу улогу у филму „Адам и Ева“.
У сарадњи са режисером Оливером Фрљићем. У прве три његове представе играла је главне улоге. Сматрала га је својим најдражим режисером. Са италијанским редитељем Маријом Фанелијем сарађивала је дуги низ година. У његовој режији играла је у данској драми у којој се појавила на филмском платну у комбинезону. Улога у којој јој је колега Божидар Бобан, у једној од сцена, ставио пепељару на стомак, изазвала је револт код многих гледаоца.
Последњу позоришну улогу одиграла је 2014. године у представи „Ребро“, ауторском пројекту Ксеније Зец и Саше Божића.

## Филмографија

#### Телевизијске улоге
- „Кроз шибе“ (1967)
- „Агент из Вадуза“ (1968)
- „Маратонци“ (1968)
- „Под новим крововима“ (1969)
- „Фишкал“ (1970)
- „На терапији“ - психолог Ана (2013)
- „Љубав на брачни начин“ (1970)
- „Опасни сусрети“ (1973)
- „Част ми је позвати вас“ - Ана (1976)
- „Никола Тесла“ - Флора Додге (1977)
- „Пуном паром“ - Цица (1978—1980.)
- „Тражим сродну душу“ - госпођа Маријета (1990)
- „Црна хроника“ - Хана (2004)
- „Наша мала клиника“ - госпођа Диаманте (2005)

#### Филмови
- „Пустолов пред вратима“ - Агнеза
- „Царево ново одело“ - Вергинија

1963. година
- „Радопоље“ - Јана
- „У сукобу“ - Вера
- „Поснули ратник“

1964. година
- „Долутали метак“
- „Пред сваким прагом“

1965. година
- „Апел“

1966. година
- „Педесети рођендан“
- „Наставак следи“

1967. година
- „Подневна пауза“
- „Сјећање“

1968. година
- „Жур у Магделанду“
- „Растрганим“
- „Негде на крају“
- „Сезона пољубаца“

1969. година
- „Нека далека свјетлост“
- „Случајни живот“
- „Ожиљак“
- „Адам и Ева“

1970. година
- „Бабље лето“

1971. година
- „Путовање на место несреће“

1972. година
- „У мрежи“

1973. година
- „Allegro con brio“
- „Сеоба душа“

1975. година
- „Кућа“ - улога Терезе
- „Доктор Младен“ - улога докторове супруге
- „У времену раста“

Период од 1978-1989
- „Око“ (1978)
- „Живи били па видели“ (1979)
- „Тајна Николе Тесле“ (1980)
- „Ситне игре“ (1981)
- „Самоубица“ (1985)
- „Нежне преваре“ (1988)
- „Експеримент професора Хинчића“ (1988)
- „Донатор“ (1989)

Период 1990-2000
- „Крхотине“ (1991)
- „Чаруга“ (1991)
- „Хроника нестајања“ (1991)
- „Возачка дозвола“ (1992)
- „Роктањем интелектуалних крмача или Европа данас“ (1993)
- „Рука на рамену “ (1997)
- „Руско месо“ (1997)
- „Pont Neuf“ (1997)

Период од 2000. године
- „Инфекција“ (2003)
- „Оно све што знаш о мени“ (2005)
- „Пробе“ (2008)
- „Ноћни бродови“(2012)

## Награде
Добитник је Златне арене за најбољу глумицу и најбољу главну улогу у романтичној драми „Ноћни бродови“ режисера Игора Мирковића, 2012. године.
Награда хрватског глумишта за глумачко остварење у радио драми 2004/05 године.
Награда „Фабијан Шоваговић“ 2010. године - једна од најпрестижнијих хрватских награда која се додељује глумцима чији је рад оставио велики траг у историји хрватскога филма.